# Mișu Weinberg
Mișu Weinberg (n.1907- d.1974) colecționar de artă român. În perioada dintre cele două razboaie mondiale s-au format in București colecții interesante printre care și aceea aparținând lui Mișu Weinberg din str. Alexandru Sahia nr.36 . Istoricul acestei colecții începe din anii 1934-1935. Primele lucrări de artă achiziționate de el au fost picturi și desene de Adam Bălțatu, Nicolae Grigorescu și Nicolae Vermont. În anul 1935 îl cunoaște pe Iser și începe să cumpere masiv dintre cele mai bune lucrări ale pictorului, colecția sa devenind cea mai reprezentativă pentru opera lui Iser. În același timp se adaugă lucrări importante semnate de Gheorghe Petrașcu, Theodor Pallady, W. Arnold, Alexandru Ciucurencu, Lucian Grigorescu, Rudolf Schweitzer–Cumpăna, R. Iosif, Aurel Cojan, George Ștefănescu, Alexandru Țipoia și alții. Colecția cuprindea și piese de mobilier de mare valoare cum ar fi cassona florentină din sec.XVI, mobila spaniolă de influență renascentistă, cu sculpturi în lemn de nuc, din sec. XVII, comoda baroc franceză din sec. XVIII semnată Leger etc. 